# Sarkofag
Sarkofag (af græsk sarkophagos: sarx kød, og phagos at spise, altså kødspiser) er en ligkiste (oprindeligt) af sten. Herodot fortæller, at sarkofager var lavet af en kalksten, som kunne opløse kroppen på 40 dage. Sarkofager kan være lavet af andre materialer som træ.
Sarkofager er oftest ornamenterede og kan anbringes fritstående i gravkamre eller begraves i jorden. I det gamle Egypten var sarkofagen den yderste kiste, hvori mumien blev lagt.

## Sarkofager i Danmark
I Danmark er konger og dronninger lagt i sarkofager i bl.a. Roskilde Domkirke. Tordenskjolds sarkofag står i Holmens Kirke i København og Holbergs i Sorø Klosterkirke.